# هلن هولمز
هلن هولمز (انگلیسی: Helen Holmes؛ ۱۹ ژوئن ۱۸۹۲ – ۸ ژوئیهٔ ۱۹۵۰) یک هنرپیشه، و کارگردان اهل ایالات متحده آمریکا بود.